# カンザス・ジェイホークス

カンザス・カラーのビッグ12のロゴ

カンザス・ジェイホークス（英語: Kansas Jayhawks、略称: KUまたはカンザス）は、アメリカ合衆国のカンザス大学のスポーツ競技チームである。NCAAディビジョンIのビッグ12カンファレンス所属。

## 概要
カンザス大学はカンザス州でNCAAディビジョンIに所属する3校のうちの1校である。これまでに、NCAAディビジョンIで男子バスケットボールが3回、男子クロスカントリーが1回、男子室内・屋外の陸上競技が共に3回、女子屋外陸上競技が1回の、計11回優勝を果たしている。

## 競技チーム
| 男子スポーツ                            | 女子スポーツ     |
| --------------------------------------- | ---------------- |
| 野球                                    | バスケットボール |
| バスケットボール                        | クロスカントリー |
| クロスカントリー                        | ゴルフ           |
| フットボール                            | ローイング       |
| ゴルフ                                  | サッカー         |
| 陸上†                                   | ソフトボール     |
|                                         | 水泳・飛込       |
|                                         | テニス           |
|                                         | 陸上†            |
|                                         | バレーボール     |
| †屋外競技チームと室内競技チームがある。 |                  |

カンザス大学では公式に計16 (男子6種目、女子8種目) のスポーツ種目が存在する。また、ラグビー、アイスホッケー、男子バレーボールなどのクラブレベルのスポーツも存在する。かつてはレスリングチームも存在したが、1960年代に廃止された。

### 男子バスケットボール

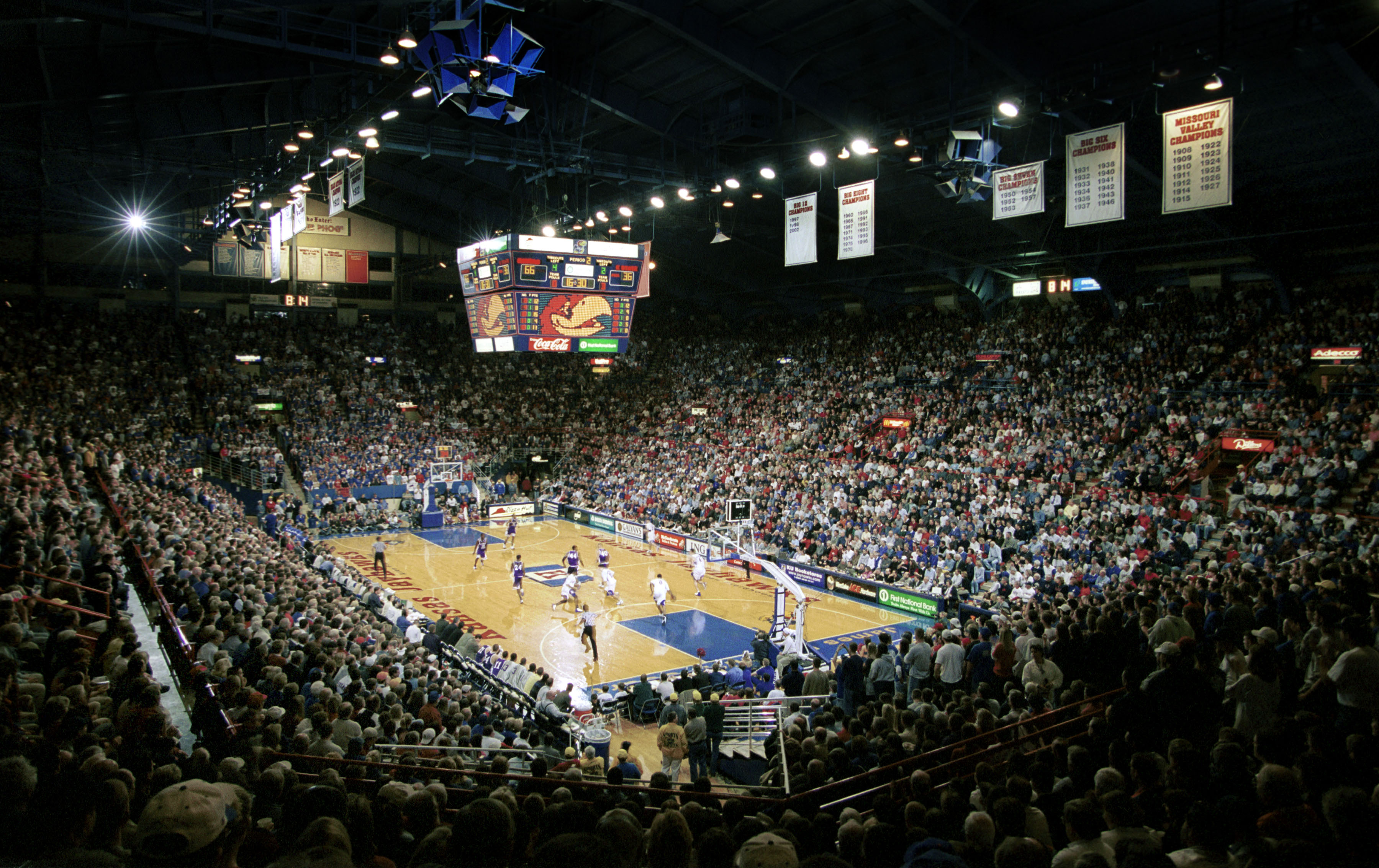
アレン・フィールドハウス

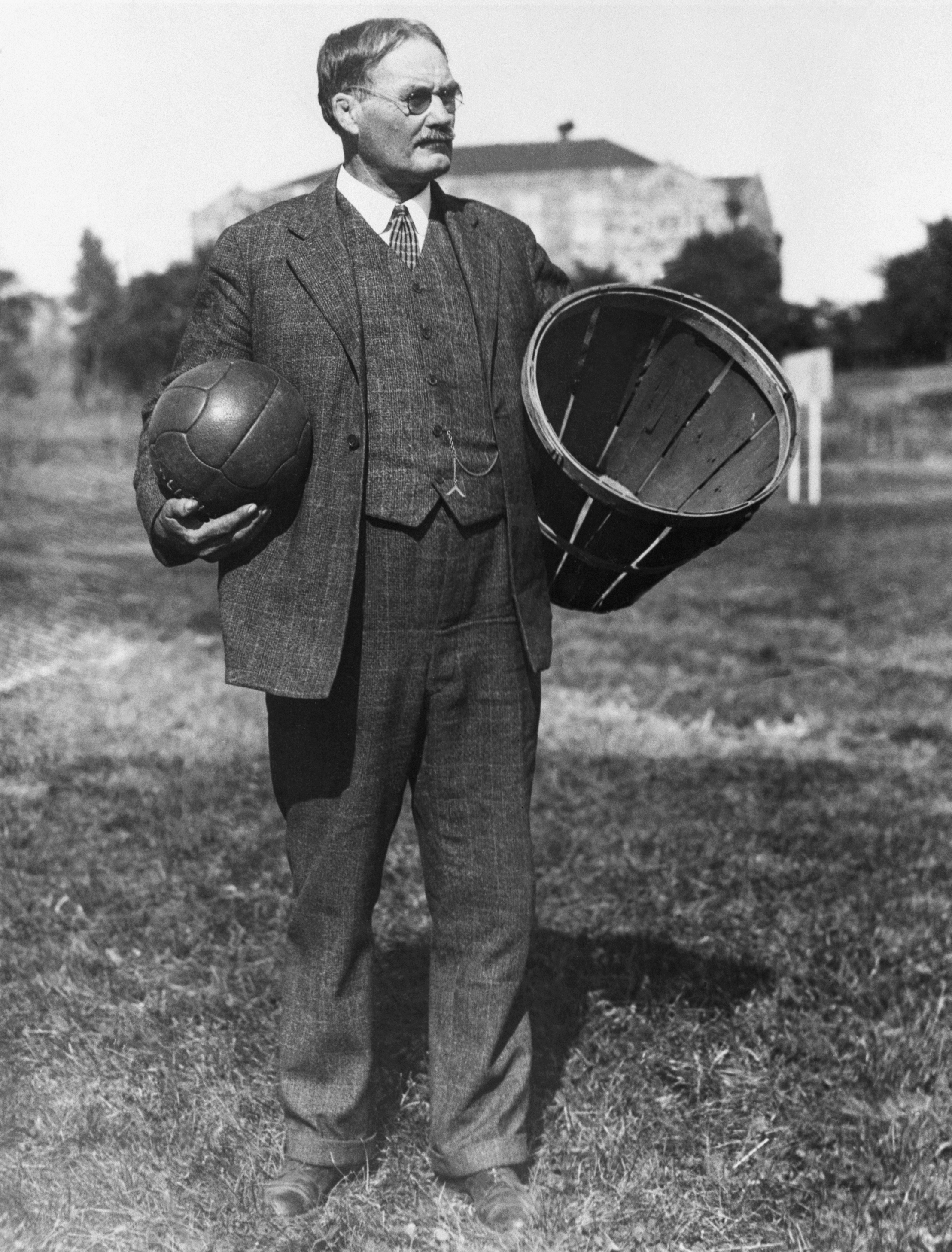
バスケットボールの考案者であるDr.ジェームズ・ネイスミスはカンザス大学でヘッドコーチを務めていた。

男子バスケットボールチームはカレッジ・バスケットボール界において特に名門校として知られており、最も成功したプログラムの1つである。初代ヘッドコーチはバスケットボールを考案したことで知られるジェームス・ネイスミスなど、これまでに偉大な人物 (選手ではクライド・ラブレット、ウィルト・チェンバレン、ジョ・ジョ・ホワイト、ポール・ピアース、フランク・メイソンなど、偉大なコーチでは全米バスケットボールコーチ協会を設立したフォグ・アレンやカレッジバスケにおいて歴代2番目の勝率を収めるアドルフ・ルップ、他にもラルフ・ミラー、ダッチ・ロンバーグ、ジョン・マクレンドン、ラリー・ブラウン、ディーン・スミス、レイ・ウィリアムス、ビル・セルフなど) を多数輩出している。
同大学は1922年と1923年のシーズンにヘルムズ財団のタイトルを獲得し、1952年、1988年、2008年にはNCAA全米選手権を制覇。また、15回のファイナル・フォーに進出しており、通算2000勝以上を記録する大学の1つである。2005年にストリート&スミスが発表した、史上最も偉大なカレッジバスケットボールチームトップ100のリストで、カンザス大学は4位にランクインしている。
2008年にESPNが発表した「現代のカレッジバスケットボール界で最も権威あるプログラム」では同大学が2位にランクインした。現在、史上最長の連続NCAAトーナメント出場記録 (31回) と最長の連続勝利シーズン記録 (35回) 、ディビジョンI史上最多勝利シーズン (97回) 、無敗シーズン (1回) などを誇る。また、史上最多の勝ち越しシーズン (勝率.500以上を100回) 、ディビジョンI史上最多のカンファレンス・チャンピオン (63回) 、史上最多のレギュラーシーズン連続カンファレンス・チャンピオン (14回) 、ディビジョンI史上最多のオールアメリカン・ファーストチーム (22人) とオールアメリカン・ファーストチーム選出 (29回) を達成している。

#### 男子バスケットボール永久欠番
| 男子バスケットボール永久欠番一覧 |                                  |              |                  |     |                            |      |                  |
| No.                              | 選手                             | Pos.         | 在籍期間         | No. | 選手                       | Pos. | 在籍期間         |
| 0                                | ドリュー・グッデン               | F            | 2000–02          | 4   | ニック・コリソン           | F    | 2000–03          |
| 0                                | シェロン・コリンズ 5             | G            | 2006–10          | 4   | ニック・コリソン           | F    | 2000–03          |
| 5                                | フレッド・プラール               | G            | 1936–38          | 7   | トゥステン・アッカーマン 2 | C    | 1923–25          |
| 5                                | ハワード・エンガルマン           | F            | 1939–41          | 7   | トゥステン・アッカーマン 2 | C    | 1923–25          |
| 8                                | チャーリー・T・ブラック 1 2      | G            | 1922–24          | 10  | チャールズ・B・ブラック    | F    | 1942–43, 1946–47 |
| 8                                | チャーリー・T・ブラック 1 2      | G            | 1922–24          | 10  | カーク・ハインリック       | G    | 2000–03          |
| 11                               | ジャック・ヴォーン               | G            | 1994–97          | 12  | ポール・エンダコット 1 2   | G    | 1921–23          |
| 13                               | ウィルト・チェンバレン           | C            | 1957–58          | 14  | ダーネル・ヴァレンタイン   | G    | 1978–81          |
| 13                               | ウォルト・ウェズリー             | C            | 1964–66          | 14  | ダーネル・ヴァレンタイン   | G    | 1978–81          |
| 15                               | レイ・エバンス                   | G            | 1942–43, 1946–47 | 16  | クライド・ラブレット 3     | C    | 1950–52          |
| 15                               | ジョ・ジョ・ホワイト             | G            | 1966–69          | 16  | クライド・ラブレット 3     | C    | 1950–52          |
| 15                               | バド・ストールワース             | F            | 1970–72          | 16  | クライド・ラブレット 3     | C    | 1950–52          |
| 15                               | マリオ・チャルマーズ 5           | G            | 2006–08          | 16  | クライド・ラブレット 3     | C    | 1950–52          |
| 22                               | マーカス・モリス                 | F            | 2008–11          | 23  | B・H・ボーン 3             | C    | 1952–54          |
| 22                               | マーカス・モリス                 | F            | 2008–11          | 23  | ウェイン・シミエン         | F    | 2002–05          |
| 25                               | ダニー・マニング 4               | F            | 1985–88          | 26  | ゲイル・ゴードン           | G    | 1925–27          |
| 25                               | ブランドン・ラッシュ 5           | F            | 2005–08          | 26  | ゲイル・ゴードン           | G    | 1925–27          |
| 32                               | ビル・ブリッジーズ               | F            | 1959–61          | 34  | ポール・ピアース           | F    | 1995–98          |
| 36                               | アル・ピーターソン               | C            | 1925–27          | 40  | デイブ・ロビッシュ         | F    | 1969–71          |
| 45                               | レイフ・ラフレンツ               | F            | 1994–98          |     |                            |      |                  |
| 45                               | コール・オルドリッチ 5           | C            | 2007–2010        |     |                            |      |                  |
| 60                               | マックス・ファルケンシュティーン | アナウンサー | 1945–2006        |     |                            |      |                  |

参照:

### 女子バスケットボール
女子バスケットボールチームを結成したのは1968-69シーズンである。1973年から2004年までの31年間、同チームはマリアン・ワシントンがヘッドコーチを務め、チームをBig Eight優勝3回、Big 12優勝1回、カンファレンス・トーナメント優勝6回、NCAAトーナメント出場11回、AIAWトーナメント出場4回という成績に導いた。ポストシーズンでの最高成績は、1998年のスウィートシックスティーン進出である。

### フットボール
KUは1890年にフットボールを開始した。オールアメリカンに2回選ばれ、シカゴ・ベアーズで殿堂入りを果たしたゲイル・セイヤーズ、プロフットボール殿堂入りを果たし、ワシントン・レッドスキンズで第17回スーパーボウルのMVPを獲得したジョン・リギンズ、クリーブランド・ブラウンズでプロフットボールの殿堂入りを果たしたマイク・マコマックなどの選手が在籍していた。その他の著名な出身選手はジョン・ヘイドル、カーティス・マクリントン、、ボビー・ダグラス、ノーラン・クロムウェル、そして現NFLのコーナーバックアキブ・タリブとクリス・ハリス・ジュニアなどが挙げられる。
同チームは1948年、1969年、2008年のオレンジボウルに3回出場、2008年に優勝している。現在は、1921年にオープンした全米で7番目に古いカレッジフットボール・スタジアムであるメモリアル・スタジアム (収容人数50,071人) で試合を行っている。2014年9月28日にチャーリー・ワイズが解雇された後、クリント・ボーエンが暫定ヘッドコーチに就任。2014年12月5日、デビッド・ビーティが次期ヘッドコーチに就任することが発表された。